# Marianne Pünder

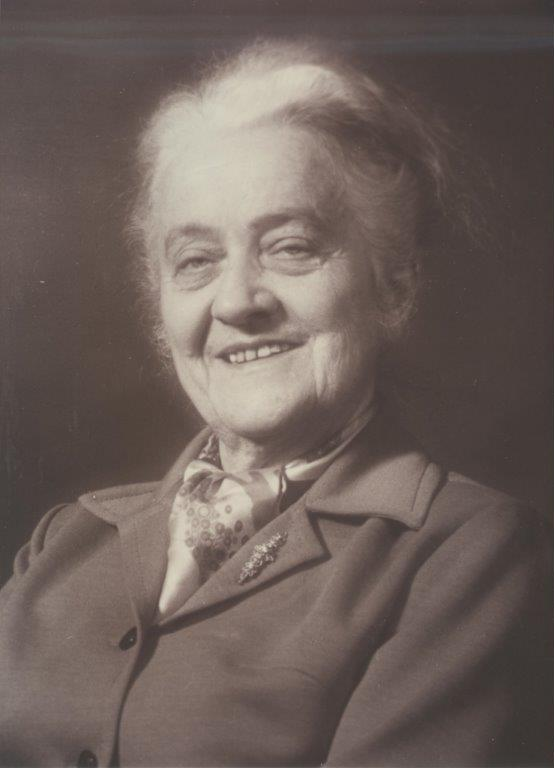
Marianne Pünder, 80 Jahre alt

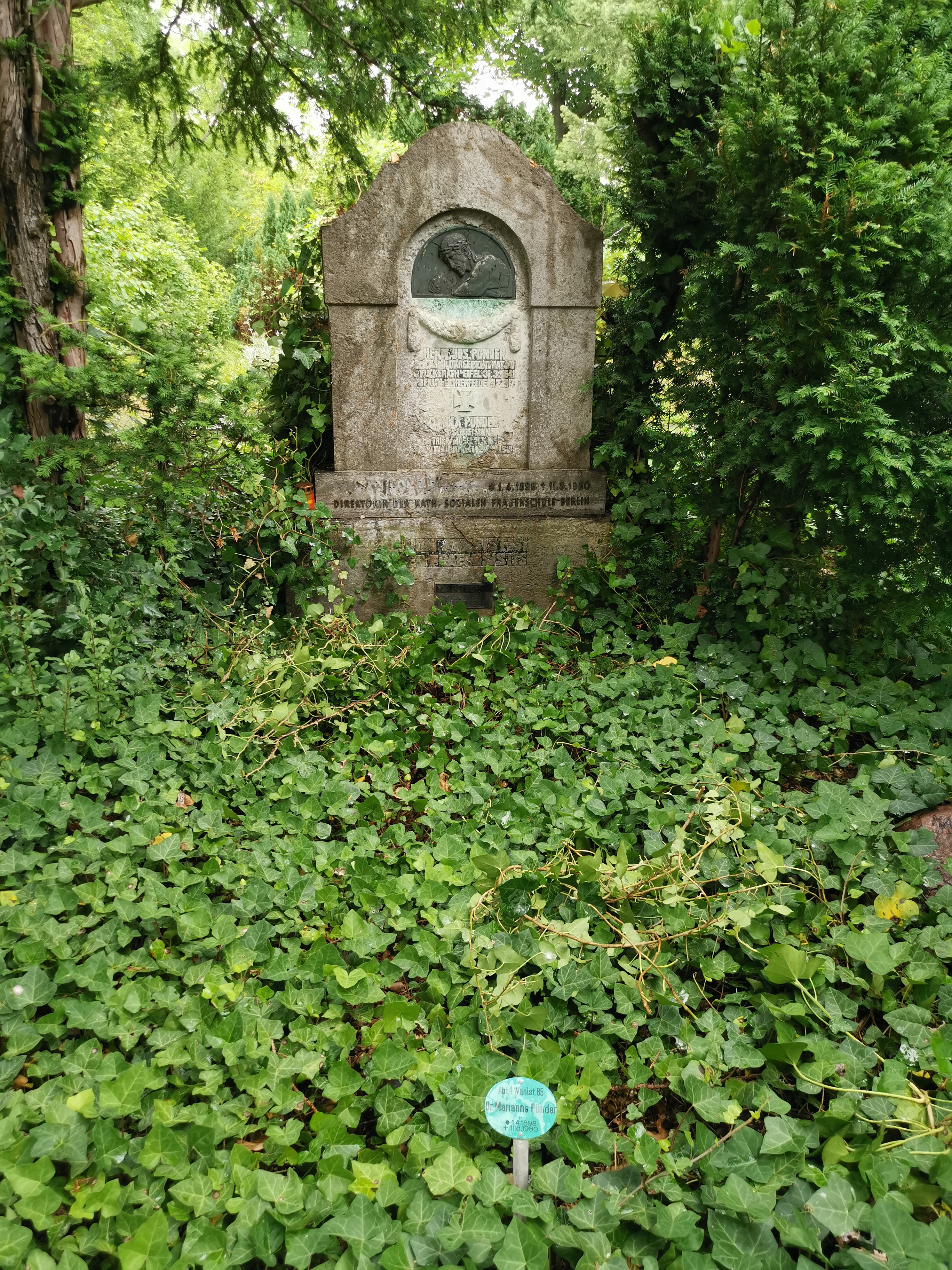
Grab auf dem Friedhof der St.-Matthias-Gemeinde in Berlin-Tempelhof (Abt. 1)

Marianne Pünder (* 1. April 1898 in Köln; † 11. August 1980 in Berlin) war eine deutsche Nationalökonomin und Staatsrechtlerin. Sie war Dozentin und Schulleiterin der damaligen „Helene-Weber-Schule“ in Berlin und war zusammen mit Marianne Hapig im deutschen Widerstand gegen den Nationalsozialismus tätig. Sie war eine jüngere Schwester von Werner und Hermann Pünder.

## Familie und Ausbildung
Die in Köln geborene Marianne, jüngstes Kind von Hermann Josef Pünder, einem Richter am Oberlandesgericht, zog 1900 nach Berlin um, weil ihr Vater ans neu geschaffene Reichsmilitärgericht berufen worden war. Bruder Werner Pünder wurde Rechtsanwalt und Notar in Berlin, ein zweiter älterer Bruder war Hermann Pünder, Staatssekretär und Chef der Reichskanzlei bis 1933. Sie machte 1918 Abitur und studierte in Berlin und Freiburg im Breisgau Nationalökonomie. Mit einer Dissertation zu „Ideengeschichte der christlich-nationalen Arbeiterbewegung“ beim Sozialrechtler Karl Diehl wurde sie 1923 promoviert (Dr. rer. pol.). Nebenbei machte sie noch eine Ausbildung zur Kindergärtnerin beim Deutschen Caritasverband.

## Berufliches Wirken
Der Einstieg ins Berufsleben war 1921 die kurze Tätigkeit als Privatsekretärin von Hedwig Dransfeld. Nach Tätigkeiten bei der Thyssen AG in Hamburg und in der Verwaltung des Caritasverbandes in Freiburg im Breisgau und Berlin wurde Pünder 1927 zur Dozentin an der Sozialen Frauenschule des Katholischen Deutschen Frauenbundes (KDFB) in Berlin berufen, die heute Katholische Hochschule für Sozialwesen Berlin heißt und 1991 in Karlshorst im Gebäude eines ehemaligen Krankenhauses als Fachhochschule neu begründet wurde.
Seit 1926 war diese Soziale Frauenschule in einem großen Schulgebäude mit Wohnheim am Lietzenseeufer in Charlottenburg untergebracht. Pünder unterrichtete mehrere Fächer und beteiligte sich auch an der konzeptionellen Aufbereitung der Sozialpädagogik als Unterrichtsfach. Zusammen mit der Direktorin Paula Rengier schaffte sie es, die Schule in den schwierigen Jahren zwischen 1933 und 1945 zu erhalten und später auch durch die Nachkriegszeit zu steuern. Diese damalige „Katholische Schule für Sozialarbeit“ des Frauenbundes wurde 1962 nach Helene Weber benannt. Von 1957 bis 1965 leitete Pünder diese „Helene-Weber-Schule“, die statt „Fürsorgerinnen“ später „Sozialarbeiterinnen“ ausbildete. Auch Männer waren als Studierende zugelassen. Marianne Pünder blieb bis zu ihrem Tode in Berlin und war eine prägende Figur des katholischen Milieus der Stadt.
Viele Jahre war sie Mitglied in Führungsgremien des Katholischen Deutschen Frauenbunds (KDFD).
Sie war 1932 Mitglied in einer deutschen Delegation beim Völkerbund.

## Stille Heldin des Widerstands

### Zusammen mit Freundin Marianne Hapig

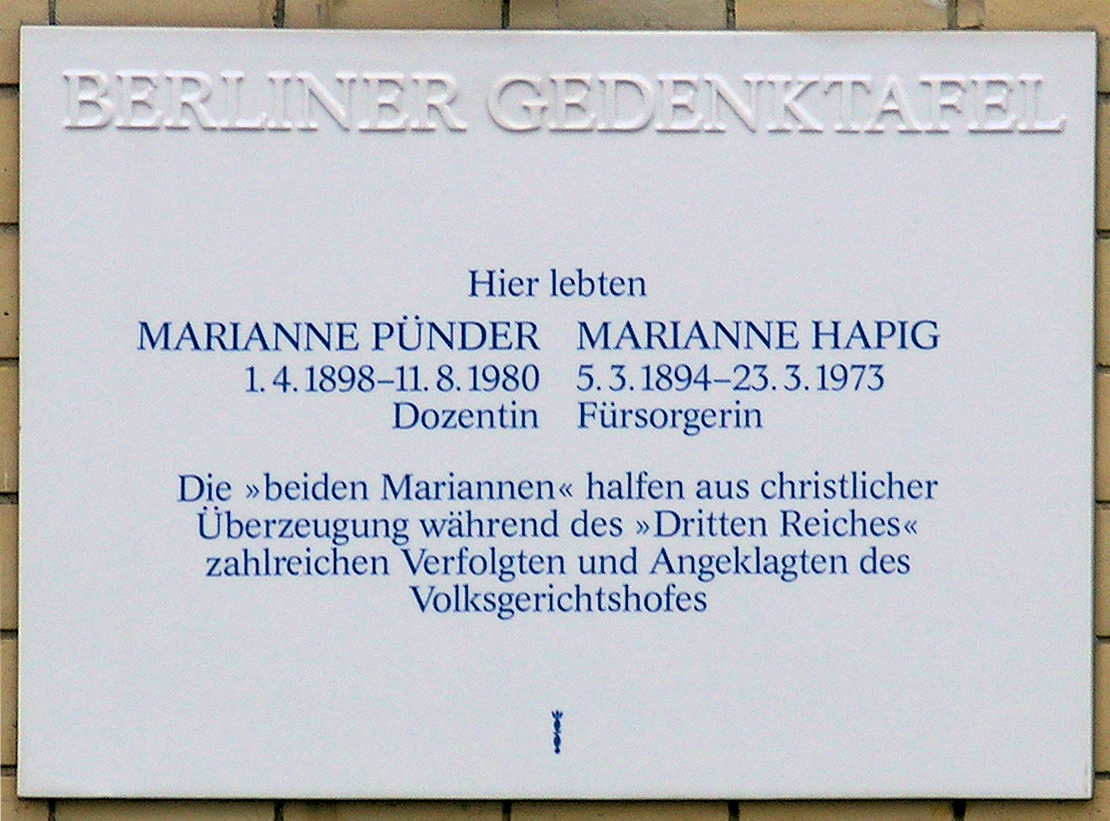
Gedenktafel auf der Marienstraße 15, Berlin-Steglitz

Sie lebte zusammen mit ihrer Freundin Marianne Hapig in der Marienstraße 15, in Berlin-Steglitz, wo eine Gedenktafel mit folgendem Text an beide erinnert: „Die beiden Mariannen halfen aus christlicher Überzeugung während des 'Dritten Reiches' zahlreichen Verfolgten und Angeklagten des Volksgerichtshofes.“
Nach dem gescheiterten Hitler-Attentat vom 20. Juni 1944 betreute Marianne Pünder gemeinsam mit ihrer gleichgesinnten Freundin Marianne Hapig (deswegen wurden sie die „beiden Mariannen“ genannt) die Ehefrauen der Verhafteten. Beide brachten Wäsche und Lebensmittel ins Gefängnis und schmuggelten Kassiber heraus.
Im Jahrbuch 1932 des Bundes Deutscher Frauenvereine ist folgendes vermerkt:
„Eine weitere Herausforderung stellte sich Marianne Hapig im Zusammenhang mit dem Attentat auf Hitler am 20. Juli 1944. Sie kümmerte sich um Verfolgte, unter anderem auch um Mitglieder des Kreisauer Kreises, die von der Gestapo eingesperrt worden waren und sich vor dem Volksgerichtshof verantworten mussten. Die Gefangenen und deren Familien brauchten Unterstützung, da die Verwandten in der Regel nicht wussten, wo ihre Angehörigen verblieben waren und unter welchen Bedingungen sie in den Gefängnissen lebten. Marianne Hapig gelang es mit Unterstützung ihrer Freundin Marianne Pünder, damals Dozentin an der Sozialen Frauenschule des KDF, einigen dieser Menschen zu helfen.
Um Kontakt zu den Gefangenen aufnehmen zu können, musste ihr Aufenthaltsort herausgefunden werden. Die Angehörigen mussten informiert werden, um sie mit zusätzlichen Nahrungsmitteln zu versorgen und den Wäschetausch zu organisieren, der auch genutzt wurde, um Nachrichten zu übermitteln. Es wurden Kontakte zu Mitarbeiterinnen und Mitarbeitern der Einrichtungen hergestellt, um Hilfen zu ermöglichen. Diese Aktivitäten waren gefährlich und lebensbedrohend. Die vom im Februar 1945 hingerichteten Jesuitenpater Alfred Delp in der Haft verfassten Aufzeichnungen, die später unter dem Titel ‚Im Angesicht des Todes‘ veröffentlicht wurden, schmuggelten Marianne Hapig und Marianne Pünder aus dem Gefängnis.“

### Rettung des Bruders

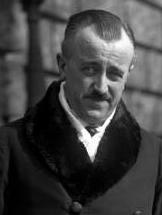
Leiter der Reichskanzlei, Staatssekretär Hermann Pünder

Ein besonderer Anlass für ihr Wirken war die Verhaftung des Bruders am 21. Juli 1944 in Münster nach dem Attentat auf Hitler und seine spätere Überführung nach Berlin durch die Geheime Staatspolizei. Dort war er vier Monate im Zellengefängnis Lehrter Straße eingesperrt und wurde verhört. Es kam dann alles auf die Verteidigung im Prozess an und um eine mögliche Einflussnahme auf die maßgeblichen Leute, vor allem auf Freisler.
Durch die Einfädelung eines spektakulären Kontaktes von Heinz Tietjen zu Roland Freisler, dem Vorsitzenden des Volksgerichtshofes, erreichte Marianne Pünder den Freispruch ihres Bruders Hermann – mangels Beweisen – im Prozess am Volksgerichtshof. Der Mitangeklagte Eugen Bolz wurde im gleichen Verfahren zum Tode verurteilt.
Deswegen erlangte aber ihr Bruder nicht die Freiheit; er wurde in Schutzhaft genommen und zuerst im KZ Ravensbrück in einem speziellen Kellergefängnis der Sicherheitspolizeischule Drögen eingesperrt. Gegen Ende des Kriegs wurden die Sonderhäftlinge über Buchenwald, Schönberg, Dachau in den Bereich der sogenannten Alpenfestung gebracht und landeten in einem Hotel am Pragser Wildsee in Südtirol. Dort wurden sie vor der Erschießung durch die SS-Wachen durch eine mutige Befreiungsaktion gerettet.

## Unterstützung Festgenommener
Folgende, weitere politische Gefangene wurde durch die Initiative der „beiden Mariannen“ unterstützt:
- Andreas Hermes (1878–1964), Staatswissenschaftler und Politiker
- Hans Lukaschek (1885–1960), Politiker
- Ferdinand Freiherr von Lüninck (1888–1944), Offizier und Politiker
- Walter Cramer (1886–1944), Textilunternehmer
- Bernhard Letterhaus (1894–1944), Gewerkschaftsführer und Politiker
- Hermann Pünder (1888–1976), Bruder, Politiker
- Otto Geßler (1875–1955), Politiker

## Ehrungen
Marianne Pünder und Marianne Hapig wurden gemeinsam auf einer Berliner Gedenktafel geehrt (siehe Abbildung oben).
Sie wurde mit dem Bundesverdienstkreuz 1. Klasse ausgezeichnet.